# Geitøya
Ne doit pas être confondu avec Geitøya (Bjørnafjorden).
Geitøya est une île norvégienne du comté de Hordaland appartenant administrativement à Bømlo.

## Description
Rocheuse et couverte d'une légère végétation, elle s'étend sur environ 465 m de longueur pour une largeur approximative de 237 m.